# Victoria (Buenos Aires)
Victoria – miasto w Argentynie, w prowincji Buenos Aires, w departamencie San Fernando.
Victoria jest położona wzdłuż prawego brzegu rzeki Luján, która tworzy tutaj z Paraną estuarium La Plata. Miasto położone jest 25 km na północny zachód od stolicy Argentyny Buenos Aires.
Swoją nazwę zawdzięcza królowej Wiktorii, za której panowania, dzięki brytyjskiemu kapitałowi, wybudowano tutaj linię kolejową i stację.
W mieście swoją siedzibę ma klub Primera Division Club Atlético Tigre.